# Pululahua, Rock desde el Volcán
Pululahua, Rock desde el Volcán est un festival de rock et pop qui s'est déroulé dans la réserve géobotanique de Pululahua, située à 17 kilomètres au nord de la ville de Quito, capitale de l'Équateur, les 13, 14, 15 et 16 février 1999, et auquel ont participé 48 musiciens et groupes de Colombie, d'Argentine, du Chili, du Pérou, du Mexique, des États-Unis, du Royaume-Uni, de l'Espagne et de l'Équateur. L'événement s'inspire de festivals internationaux emblématiques comme Woodstock (1969), Buenos Aires Rock (1970) et Avándaro (Mexique) en 1971. L'événement réussit à attirer l'attention de la presse internationale à l'époque, non seulement en raison de l'événement musical lui-même, mais aussi en raison des caractéristiques du lieu où il se déroule et des conditions sociopolitiques que traversait l'Équateur en 1999. L'événement sert d'inspiration pour la création, des années plus tard, des festivals locaux Quito Fest et FFF, ainsi que d'autres événements locaux tels que Saca el Diablo.

## Histoire
Le festival est une initiative du musicien équatorien Riccardo Perotti et de Julio Bueno, alors directeur du département de musique de la direction de l'éducation et de la culture de la municipalité de Quito. À l'origine, il devait faire partie du programme Agosto, Mes de las Artes, organisé chaque été par la mairie de la capitale équatorienne pour commémorer l'anniversaire du premier jour d'indépendance. Cependant, pour diverses raisons logistiques, le festival ne peut avoir lieu à ce moment-là et doivent être reporté au carnaval de 1999.
Malgré les revers et les difficultés économiques auxquels les organisateurs du festival font face, au milieu de la crise qui conduit au jour férié en Équateur le 8 mars 1999, le Rocher de Pululahua est organisé entre le 13 et le 16 février, avec une capacité prévue d'environ 15 000 spectateurs et la présence de 25 groupes nationaux et 23 groupes étrangers, dans un événement qui n'a jamais été répété en raison des coûts élevés qu'il impliquait. 

## Groupes et artistes

### Nationaux
Abdullah Arellano, Barak, Basca (Cuenca), Blaze (Guayaquil), Cacería de Lagartos, Conciencia Colectiva, Cruks en Karnak, Hittar Cuesta (Loja), El Retorno de Exxon Valdez, Jaime Guevara y Embrión, Hugo Idrovo (Guayaquil), La Durán, La Grupa, La Trifullka (Guayaquil), Mamá Vudú (Ambato), Muscaria, Ney y Desconectados, Oxymoron, Riccardo Perotti y Los Miserables, Sal y Mileto (Latacunga), Signo Vital, Sobrepeso (Cuenca), Sparta, Tercer Mundo et Ricardo Williams.

### Internationaux
Aterciopelados (Colombie), Pedro Aznar (Argentine), Babasónicos (Argentine), Fabiana Cantilo (Argentine), Chancho en Piedra (Chili), Dogma Sinaca (Colombie), Girasoules (Espagne), Huelga de Hambre (Pérou), La Dosis (Mexique), La Ley (Chili), La Liga del Sueño (Pérou), Los de Adentro (Colombie), Los Tetas (Chili), Lucybell (Chili), Man Ray (Argentine), Nito Mestre (Argentine), Mezcal (Pérou), Vague (Royaume-Uni), Víctimas del Dr. Cerebro (Mexique), Virus (Argentine), Volumen Cero (États-Unis), Yuri Gagarin (Colombie) et Zoma (Colombie).